# 數碼間諜

用於1999年至2013年的舊標誌

數碼間諜（Digital Spy）是一家英國的娛樂和新聞網站，创建于1999年。根據Alexa2012年2月的數據，該網站在英國的使用率排名為104位，全球排名2,173。
2008年4月9日，拉嘎代爾集團旗下的雜誌社阿榭特英國分部宣佈以“巨資”買下了該網站。2011年8月1日，其所有權又被賣給了赫斯特國際集團。
2000年3月該網站引入了討論區以方便用戶發表自己的意見。Top Up TV、Joost、BSkyB及Goodmans等公司都在該論壇上擁有賬號。 此外該網站還在2007年末評選並在2008年3月21日頒發過一次“數碼間諜肥皂獎”，以獎勵肥皂劇演員和發行人。